# Richard Arlen
Pour les articles homonymes, voir Arlen.

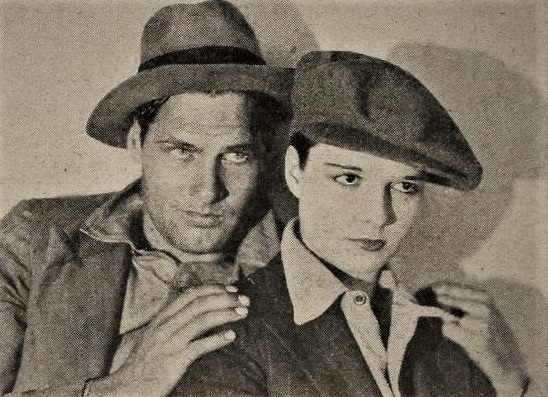
Avec Louise Brooks, dans Les Mendiants de la vie (1928)

Richard Arlen, de son vrai nom Richard Cornelius Van Mattimore, est un acteur américain né le 1er septembre 1898 à Charlottesville, Virginie (États-Unis), mort le 28 mars 1976 à North Hollywood (Californie) d'un emphysème.
D'abord figurant à la Paramount, il devint un jeune premier recherché et tourna avec les plus grandes stars féminines du muet, de Colleen Moore à Gloria Swanson, de Bebe Daniels à Louise Brooks. C'est également une jolie actrice, un peu oubliée maintenant mais qui eut son heure de gloire dans le genre de la comédie, Jobyna Ralston, qu'il épousa en 1927, avant d'en divorcer en 1945. Le temps passant, Richard Arlen se coula avec aisance dans les rôles de composition, se spécialisant presque exclusivement dans le western en fin de carrière.

## Filmographie

### Années 1920
- 1921 : Ladies Must Live de George Loane Tucker
- 1922 : L'Émeraude fatale (The Green Temptation) de William Desmond Taylor
- 1922 : La Fin des fantômes (The Ghost Breaker) de Alfred E. Green
- 1923 : Quicksands de Jack Conway
- 1923 : Vengeance of the Deep (en) de Barry Barringer : Jean
- 1924 : The Fighting Coward (en) de James Cruze
- 1925 : Sally d'Alfred E. Green
- 1925 : In the Name of Love d'Howard Higgin : Dumas Dufrayne
- 1925 : Le Prix d'une folie (The Coast of Folly) d'Allan Dwan : Bather
- 1926 : The Enchanted Hill (en) d'Irvin Willat : Link Halliwell
- 1926 : Behind the Front d'A. Edward Sutherland : Percy Brown
- 1926 : You'd Be Surprised d'Arthur Rosson : Photographe
- 1926 : Vaincre ou mourir (Old Ironsides) de James Cruze : figurant
- 1926 : Behind the Front de A. Edward Sutherland
- 1926 : Les Briseurs de joie (Padlocked) d'Allan Dwan : « Tubby » Clark
- 1927 : Frères ennemis (Rolled Stockings) de Richard Rosson : Ralph Treadway
- 1927 : Swope le cruel (The Blood Ship) de George B. Seitz : John
- 1927 : Les Ailes (Wings) de William A. Wellman : David Armstrong
- 1927 : Sally in Our Valley (en) de Walter Lang : Jimmie Adams
- 1927 : Mon patron et moi (Figures Don't Lie) de A. Edward Sutherland : Bob Blewe
- 1927 : Monsieur... Mademoiselle (She's a Sheik) de Clarence G. Badger : Capt. Colton
- 1928 : Under the Tonto Rim d'Herman C. Raymaker : Edd Denmeade
- 1928 : Feel My Pulse de Gregory La Cava : Her Problem
- 1928 : Ladies of the Mob de William A. Wellman : Red
- 1928 : Les Mendiants de la vie (Beggars of Life) de William A. Wellman : Jim
- 1928 : Manhattan Cocktail de Dorothy Arzner : Fred Tilden
- 1929 : L'Homme que j'aime (The Man I Love) de William A. Wellman : Dum-Dum Brooks
- 1929 : L'Assommeur (Thunderbolt) de Josef von Sternberg : Bob Morgan
- 1929 : Les Quatre Plumes blanches (The Four Feathers) de Merian C. Cooper : Harry Faversham
- 1929 : La Danseuse de corde (Dangerous Curves), réalisé par Lothar Mendes : Larry Lee
- 1929 : Le Cavalier de Virginie (The Virginian) de Victor Fleming : Steven « Steve »

### Années 1930

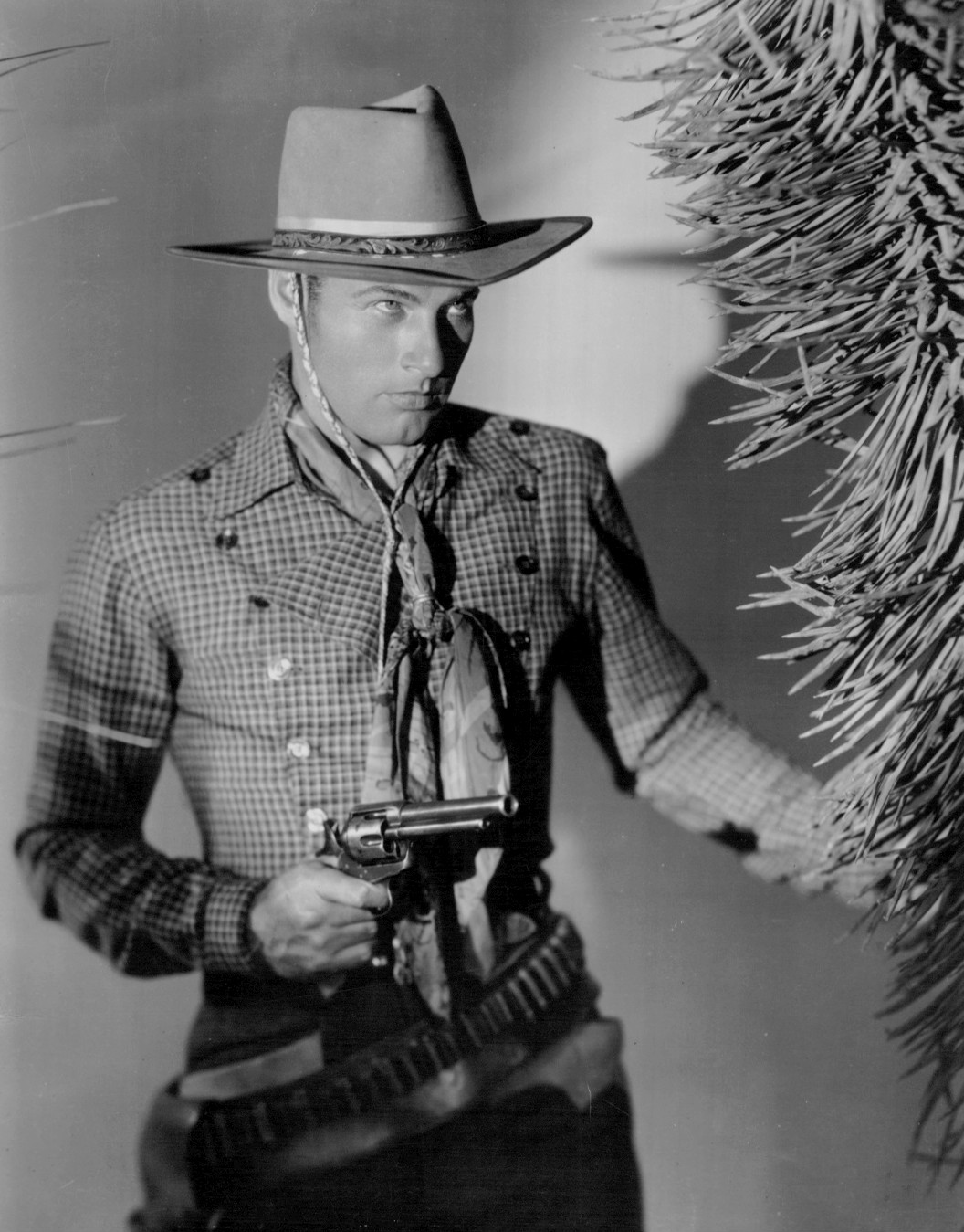
Dans The Santa Fe Trail (1930)

- 1930 : Burning Up (en) d'A. Edward Sutherland : Lou Larrigan
- 1930 : Dangerous Paradise de William A. Wellman : Heyst
- 1930 : The Light of Western Stars d'Otto Brower : Dick Bailey
- 1930 : Paramount on Parade de Dorothy Arzner : Hunter (Dream Girl)
- 1930 : The Border Legion d'Otto Brower et Edwin H. Knopf : Jim Cleve
- 1930 : The Sea God de George Abbott : Phillip « Pink » Barker
- 1930 : The Santa Fe Trail d'Otto Brower et Edwin H. Knopf : Stan Hollister
- 1930 : Only Saps Work (en) de Cyril Gardner et Edwin H. Knopf : Lawrence Payne
- 1931 : The Conquering Horde (en) d'Edward Sloman : Dan McMasters
- 1931 : Gun Smoke (en) d'Edward Sloman : Brad Farley
- 1931 : The Lawyer's Secret de Louis Gasnier de Max Marcin : Joe Hart
- 1931 : The Secret Call de Stuart Walker : Tom Blake
- 1931 : Caught d'Edward Sloman : Lt. Tom Colton
- 1931 : Touchdown de Norman Z. McLeod : Dan Curtis
- 1932 : Wayward (en) d'Edward Sloman : David Frost
- 1932 : Sky Bride de Stephen Roberts : Bert « Speed » Condon
- 1932 : Guilty as Hell (en) d'Erle C. Kenton : Frank C. Marsh
- 1932 : Le Harpon rouge (Tiger Shark) de Howard Hawks : Pipes Boley
- 1932 : The All-American de Russell Mack : Gary King
- 1932 : L'Île du docteur Moreau (Island of Lost Souls) d'Erle C. Kenton : Edward Parker
- 1933 : Song of the Eagle (en) de Ralph Murphy : Bill Hoffman
- 1933 : College Humor de Wesley Ruggles : Mondrake
- 1933 : Three-Cornered Moon de Elliot Nugent : Dr, Alan Stevens
- 1933 : Golden Harvest (film, 1933) (en) de Ralph Murphy : Walt Martin
- 1933 : Hell and High Water de Grover Jones et William Slavens McNutt : Capt. J.J. Jericho
- 1933 : Alice au pays des merveilles (Alice in Wonderland), de Norman Z. McLeod
- 1934 : Les Gars de la marine (Come on Marines), de Henry Hathaway : Lucky Davis
- 1934 : She Made Her Bed (en) de Ralph Murphy : Wild Bill Smith
- 1934 : Ready for Love (en) de Marion Gering : Julian Barrow
- 1935 : Helldorado de James Cruze : Art Ryan
- 1935 : Let 'em Have It (en) de Sam Wood : Mal Stevens
- 1935 : The Calling of Dan Matthews de Phil Rosen : Dan Matthews
- 1936 : Three Live Ghosts (en) de H. Bruce Humberstone : William « Bill » Jones, un alias of William Foster
- 1936 : The Mine with the Iron Door (en) de Sam Wood : Bob Harvey
- 1937 : Secret Valley (en) de Howard Bretherton : Lee Rogers
- 1937 : The Great Barrier (en) de Milton Rosmer et Geoffrey Barkas (en) : Hickey
- 1937 : Artistes et Modèles (Artists & Models) de Raoul Walsh : Alan Townsend
- 1937 : Murder in Greenwich Village d'Albert S. Rogell : Steve Havens Jackson Jr.
- 1938 : No Time to Marry d'Harry Lachman : Perry Brown
- 1938 : Call of the Yukon (en) de John T. Coyle et B. Reeves Eason : Gaston Rogers
- 1938 : Un cheval sur les bras (Straight, Place and Show) de David Butler : Denny Paine
- 1939 : Missing Daughters (en) de Charles C. Coleman : Wally King
- 1939 : Mutinerie sur le 'Black Hawk' (Mutiny on the Blackhawk) de Christy Cabanne : Capt. Robert Lawrence
- 1939 : Tropic Fury de Christy Cabanne : Dan Burton
- 1939 : Legion of Lost Flyers de Christy Cabanne : Gene « Loop » Gillan
- 1939 : Les Héros de Blank City (The Man from Montreal) de Christy Cabanne : Clark Manning

### Années 1940

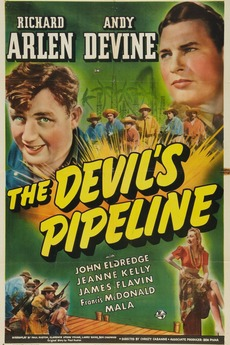
Affiche pour The Devil's Pipeline (1940)

- 1940 : Les Pilotes d'essai (Danger on Wheels)  de Christy Cabanne : Larry Taylor
- 1940 : Hot Steel de Christy Cabanne : Frank Stewart
- 1940 : Swing with Bing de Herbert Polesie : Movie Star playing Golf
- 1940 : Black Diamonds de Christy Cabanne : Walter Norton
- 1940 : Le Roi du ring (The Leather Pushers) de John Rawlins : Dick Roberts aka Kid Roberts
- 1940 : The Devil's Pipeline de Christy Cabanne : Dick Talbot
- 1941 : Lucky Devils (en) de Lew Landers : Dick
- 1941 : La Panne (A Dangerous Game) de John Rawlins : Dick Williams
- 1941 : Mutiny in the Arctic de John Rawlins : Dick Barclay
- 1941 : Power Dive de James P. Hogan : Brad Farrell
- 1941 : Les Hommes du Timberland (Men of the Timberland) de John Rawlins : Dick O'Hara
- 1941 : Forced Landing (en) de Gordon Wiles : Dan Kendall
- 1941 : Espions volants (Flying Blind) réalisé par Frank McDonald : Jim Clark
- 1941 : Complot en Arabie (Raiders of the Desert) de John Rawlins : Dick Manning
- 1942 : Torpedo Boat de John Rawlins : Skinner Barnes
- 1942 : Wildcat de Frank McDonald : Johnny Maverick
- 1942 : Paramount Victory Short No. T2-1: A Letter from Bataan (en) de William H. Pine: soldat John W. Lewis
- 1942 : Wrecking Crew (en) de Frank McDonald : Matt Carney
- 1943 : Aerial Gunner (en) de William H. Pine : Sgt / Lt. Jonathan « Jon » Davis
- 1943 : Alaska Highway (en) de Frank McDonald : Woody Ormsby
- 1943 : Submarine Alert (en) de Frank McDonald : Lewis J. « Lee » Deerhold
- 1943 : Minesweeper (en) de William Berke : Lt. Richard Houston, alias Jim Smith
- 1944 : Timber Queen (en) de Frank McDonald : Russell (Russ) Evans
- 1944 : The Lady and the Monster de George Sherman : Patrick Cory
- 1944 : That's My Baby! (en) de William Berke : Tim Jones
- 1944 : Tempête sur Lisbonne (Storm Over Lisbon) de George Sherman : John Craig
- 1944 : The Big Bonanza (en) de George Archainbaud : Jed Kilton
- 1945 : Identity Unknown (en) de Walter Colmes (en) : Johnny March
- 1945 : The Phantom Speaks de John English : Matt Fraser
- 1946 : Accomplice (en) de Walter Colmes (en) : Simon Lash
- 1947 : Buffalo Bill Rides Again (en) de Bernard B. Ray : Buffalo Bill
- 1948 : Speed to Spare de William Berke : Cliff Jordan
- 1948 : Furie sauvage (en) (The Return of Wildfire) de Ray Taylor : Dobe
- 1948 : À toi pour la vie (When My Baby Smiles at Me) de Walter Lang : Harvey
- 1949 : Grand Canyon de Paul Landres : Mike Adams

### Années 1950
- 1950 : Le Kansas en feu (Kansas Raiders) de Ray Enright : Union captain
- 1951 : La Ville d'argent (Silver City) de Byron Haskin : Charles Storrs
- 1952 : Les Flèches brûlées (Flaming Feather) de Ray Enright : Eddie « Showdown » Calhoun
- 1952 : Maître après le diable (Hurricane Smith), de Jerry Hopper : Brundage
- 1952 : The Blazing Forest d'Edward Ludwig : Joe Morgan
- 1953 : Sabre Jet (en) de Louis King : Gen. Robert E. Hale
- 1954 : Devil's Point de Montgomery Tully : John « Captain » Martin
- 1955 : Stolen Time de Charles Deane : Tony Pelassier
- 1956 : Hidden Guns d'Al Gannaway : shérif Ward Young
- 1956 : La Neige en deuil (The Mountain), d'Edward Dmytryk : C. W. Rivial
- 1958-1959 : Au nom de la loi (Wanted Dead or Alive) (série TV) Saison 1 épisode 18 : Damon Ring, Sr
- 1959 : L'Homme aux colts d'or (Warlock), d'Edward Dmytryk : Bacon

### Années 1960
- 1960 : Raymie : Garber
- 1961 : The Last Time I Saw Archie : Col. Frank Martin
- 1963 : The Young and the Brave de Francis D. Lyon : Col. Ralph Holbein
- 1963 : The Crawling Hand : Lee Barrenger
- 1963 : Cavalry Command : Sgt. Jim Heisler
- 1964 : Sex and the College Girl
- 1964 : Condamné à être pendu (Law of the Lawless) de William F. Claxton : barman
- 1964 : Que le meilleur l'emporte (The Best Man), de Franklin J. Schaffner : Sen. Oscar Anderson
- 1964 : The Shepherd of the Hills : Old Matt
- 1965 : Furie sur le Nouveau-Mexique (Young Fury), de Christian Nyby : Sheriff Jenkins
- 1965 : Les Créatures de Kolos (The Human Duplicators) de Hugo Grimaldi: National Intelligence
- 1965 : Les Éperons noirs (Black Spurs) de R. G. Springsteen : Pete
- 1965 : Quand parle la poudre (Town Tamer) de Lesley Selander : Dr Kent
- 1965 : The Bounty Killer : Matthew Ridgeway
- 1966 : Apache Uprising : Capt. Gannon
- 1966 : Toute la ville est coupable (Johnny Reno) de R.G. Springsteen : Ned Duggan
- 1966 : To the Shores of Hell de Will Zens : Brig. Gen. F.W. Ramsgate
- 1966 : Waco de A. C. Lyles : Sheriff Billy Kelly
- 1967 : The Road to Nashville : Studio Boss
- 1967 : Fort Bastion ne répond plus (Red Tomahawk) de R. G. Springsteen : Deadwood telegraphiste
- 1967 : Hostile Guns : shérif Travis
- 1967 : Fort Utah de Lesley Selander: Sam Tyler
- 1968 : Rogues' Gallery
- 1968 : Buckskin de Michael D. Moore : Townsman
- 1968 : La Bataille pour Anzio (Lo sbarco di Anzio), de Duilio Coletti et Edward Dmytryk : Capt. Gannon

### Années 1970
- 1975 : The Sky's the Limit : Grimes
- 1976 : Won Ton Ton, le chien qui sauva Hollywood (Won Ton Ton, the Dog Who Saved Hollywood) de Michael Winner : star du film muet n°2
- 1977 : A Whale of a Tale